# II bitwa pod Wawrem

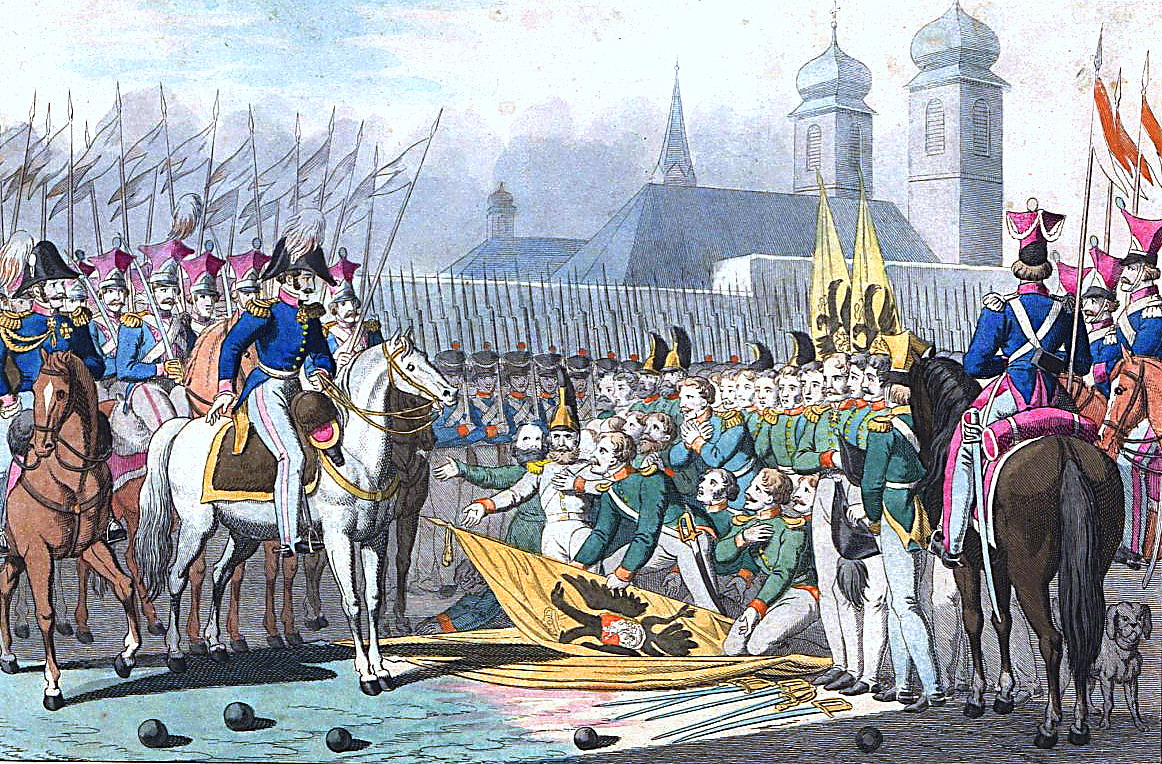
Złożenie rosyjskich sztandarów po bitwie pod Wawrem

II bitwa pod Wawrem – zwycięska bitwa wojsk polskich dowodzonych przez gen. Jana Skrzyneckiego nad rosyjską grupą osłonową Geismara. Odbyła się 31 marca 1831 i zapoczątkowała ofensywę polską podczas powstania listopadowego. Była częścią operacji zaplanowanej przez Ignacego Prądzyńskiego. W wyniku tego starcia doszło do bitwy pod Dębem Wielkim.

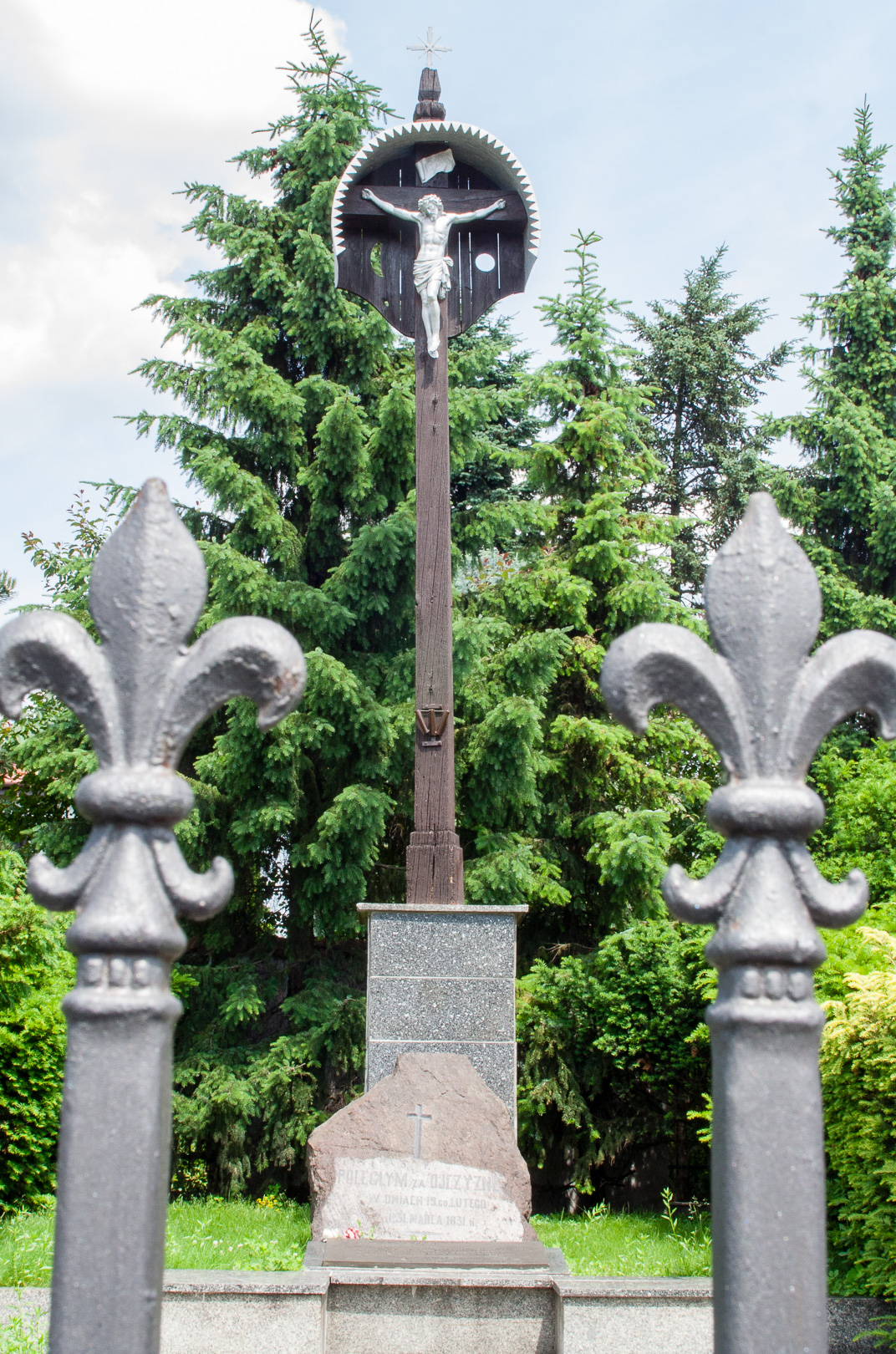
Krzyż powstańczy obok dawnej Karczmy Wawerskiej.